# Christiane Völling
Christiane Völling (geb. 17. April 1959 in der Region Niederrhein) ist eine deutsche Intersex-Aktivistin und Autorin. Sie verklagte einen Chirurgen, weil er ihr ohne ihre Zustimmung Geschlechtsorgane entfernt habe, und war im Mai 2011 die weltweit erste intersexuelle Person mit einer solchen Klage, der von einem Gericht Recht gegeben wurde.

## Leben
Völling wurde im Jahr 1959 intersexuell geboren. Männliche Geschlechtsmerkmale entwickelte sie, weil sie ein adrenogenitales Syndrom mit Salzverlust hatte. Sie wurde von Ärzten bei der Geburt dem männlichen Geschlecht zugewiesen und wuchs mit dem Vornamen Thomas auf. In der Pubertät entwickelte sie auch sekundäre männlich gelesene Geschlechtsmerkmale, bei einer Untersuchung stellten Ärzte fest, dass sie eine Gebärmutter, Eileiter und Eierstöcke hatte. Bei einer weiteren Untersuchung im Dezember 1976 wurde festgestellt, dass sie XX-Chromosomen hatte. Als sie 18 war, am 12. August 1977, entfernte ein Arzt bei einer Operation all ihre inneren weiblichen Geschlechtsorgane. Erst im Jahr 2006, also 29 Jahre nach der Operation, erfuhr sie aus Krankenhausakten, dass ihr diese Organe entfernt wurden. Sie ließ ihren Personenstandseintrag beim Einwohnermeldeamt ändern und nahm den Vornamen Christiane an.
2011 gewann sie vor dem Landgericht Köln eine Klage gegen ihren ehemaligen Chirurgen mit einem Schadensersatz von 100.000 Euro, weil er sie nicht darüber informiert hatten, dass ihre weibliche Anatomie entfernt würde und weil die Aufzeichnungen der Operation keineswegs nahelegten, dass eine solche Operation aus gesundheitlichen Gründen notwendig gewesen wäre. Ihr Fall hatte eine Signalwirkung für Intersexuelle in Deutschland und war ein wichtiges Ereignis für die Intersexuellenbewegung.

## Werke
- zusammen mit Britta Julia: Ich war Mann und Frau: Mein Leben als Intersexuelle. Fackelträger, Köln 2010, ISBN 978-3-7716-4455-0.